# Флорентийская биеннале
Флоренти́йская биенна́ле — международная выставка современного искусства, которая проводится один раз в два года в Фортеццо-да-Бассо (итал. Fortezza da Basso) во Флоренции, Италия.
Проводится по следующим категориям:
- живопись
- скульптура
- графика
- смешанная техника
- инсталляции
- фотография
- цифровое искусство

## История
Биеннале проводит галерея искусств Arte Studio, которая свою первую выставку современного искусства провела в 1986 году.
В 1987 году Arte Studio проводит выставку с участием 35 молодых художников по выбору и Марио Пенелопе и Пьера Карла Сантини.
В дальнейшем масштабы выставок росли, и в 1997 году родилась первая биеннале.
Братья Паскуале и Пьеро Челона, организаторы Arte Studio, стали президентом и генеральным директором биеннале. По их представлению формируется международное жюри, в состав которого включаются деятели искусств из различных стран. Жюри отбирает будущих участников биеннале из числа претендентов, подавших заявку на участие, определяет лауреатов премии и медали «Лоренцо Великолепный».
С 1998 по 2005 год художественным руководителем биеннале был историк искусства и критик Джон Спайк (англ. John Spike). Позднее художественным руководителем была Эмануэль фон Лауенстин Мазарани, министр культуры и председатель культурного фонда в Сан-Паоло (Бразилия).

### Биеннале 2009
Биеннале 2009 проходила во Флоренции с 5 по 13 декабря.
В составе жюри были Паскуале и Пьеро Челона, историк культуры, художественный руководитель биеннале Стефано Франколини, а также известные деятели искусств, серди которых Эльза Айзенберг — координатор программы по истории искусства и эстетики университета Сан-Паоло (Бразилия), Пан Бан Бен — член Китайской ассоциации изобразительных искусств (Китай), Франческо Буранелли — генеральний директор Папской комиссии по имуществу церкви (Ватикан), а также представители Франции, Австрии, Индии, Мексики, США.

## Сотрудничество
В рамках сотрудничества с Организацией Объединённых Наций, биеннале является официальным участником программы «Диалог между цивилизациями».
«У художника особая роль в глобальной борьбе за мир… Искусство открывает новые возможности для обучения, понимания и мира между людьми и народами», — сказал генеральный секретарь ООН Кофи Аннан в 2003 году.

## Информация от участников и посетителей
Участники приглашаются организаторами по электронной почте, почтовыми приглашениями, а также личными телефонными звонками. Процесс начинается более чем за год до начала выставки, и художники, которые на веб-сайте продемонстрировали свой талант или культурное значение своего творчества, почти наверняка будут приглашены. Таким образом, за немногими исключениями, отбор участников осуществляется безотносительно стиля или школы. Выставляются как высокохудожественные произведения, так и менее ценные с точки зрения искусства, но имеющие большую культурную ценность.
Биеннале позволяет художникам со всего мира собраться во Флоренции, чтобы встретиться, обсудить их искусство, поделиться уникальными культурными достижениями и опытом. При этом взнос участников за участие в выставке (около 2.5 тыс. евро) лишь частично покрывает издержки организаторов. Но в целом расходы на поездку, включая дорогу, проживание, доставку экспонатов, может более чем в два раза превышать указанную сумму. Участник выставки получает возможность принять участие в более чем двадцати форумах и презентациях, а также полноцветный каталог (порядка 900 страниц, в твердой обложке) с биографиями участников и образцами их работ. Кроме того, в каталоге указаны десятки международных компаний и организаций, которые спонсируют художников, оплачивая за них взнос за участие.
Некоторые художники считают выставку «ярмаркой тщеславия» (по причине взимания платы за участие), но по-прежнему рады принимать участие в ней.